# Порфирије Антиохијски
Порфирије Антиохијски је био патријарх Антиохије. Наследио је на том месту Флавијана I 404. године. Након што је умро 412. године, заменио га је патријарх Александар.
После свргавања светог Јована Златоустог од стране Сабора под Храстом  и каснијег Сабора 404. године, Јованови противници Северијан, Акакије и Антиох су настојали да поставе свештенике супротстављене Јовану на положаје од утицаја. Када је Флавијан I умро убрзо након прогонства светог Јована, они су извршили брз избор и посвећење Порфирија, док су многи становници били на Олимпијским играма које су се обично одржавале у јулу или августу. Народ је био увређен што на то место није био постављен Констанције, Флавијанов помоћник и Јованов присталица.